# Cristianismo protestante oriental
El término cristianismo protestante oriental (o cristianismo oriental reformado) abarca una gama de confesiones cristianas protestantes heterogéneas que se desarrollaron fuera de Occidente, a partir de la segunda mitad del siglo XIX, y que aún conservan elementos del cristianismo oriental, en diferentes grados. Algunas de estas confesiones surgieron cuando iglesias protestantes existentes adoptaron variantes reformadas de la liturgia y el culto ortodoxos y ortodoxos orientales . Algunas otras son el resultado de reformas de las creencias y prácticas ortodoxas, inspiradas en las enseñanzas de misioneros protestantes occidentales. Algunas iglesias protestantes orientales están en comunión con iglesias protestantes occidentales similares. Con todo, el cristianismo protestante oriental no constituye una comunión única. Esto se debe a la diversidad en políticas, prácticas, liturgias y orientaciones de las confesiones que caen bajo esta categoría.

## Lista de iglesias protestantes orientales
- Iglesia evangélica armenia
- Iglesia evangélica asiria
- Iglesia pentecostal asiria
- Iglesia oriental de los creyentes de la India
- Comunidad de rito oriental en Alemania y la República Checa
- Iglesia evangélica bautista de Georgia
- Iglesia evangélica de Egipto (Sínodo del Nilo)
- Iglesia evangélica de Rumania
- Iglesia evangélica de la confesión de Augsburgo en Eslovenia
- Iglesia ortodoxa evangélica
- Iglesia evangélica protestante de Kosovo
- Iglesia siria Mar Thoma
- P'ent'ay - Iglesias evangélicas de Etiopía y Eritrea
- Iglesia evangélica rusa[6]
- Sociedad para el anglicanismo de rito oriental
- Iglesia evangélica de Santo Tomás de la India
- Fraternidad de San Valentín
- Iglesia luterana ucraniana

## Iglesia luterana ucraniana
El llamado luteranismo de rito bizantino se refiere a iglesias luteranas, tales como las de Ucrania y Eslovenia, que usan una forma del rito bizantino como su liturgia. Esta luteranismo es único en que se basa en el rito cristiano oriental usado por la Iglesia ortodoxa, a la vez que incorpora teología del Servicio Divino contenida en la Fórmula Missae, esto es, los textos base de las liturgias luteranas occidentales.

## Iglesia siríaca Mar Thoma

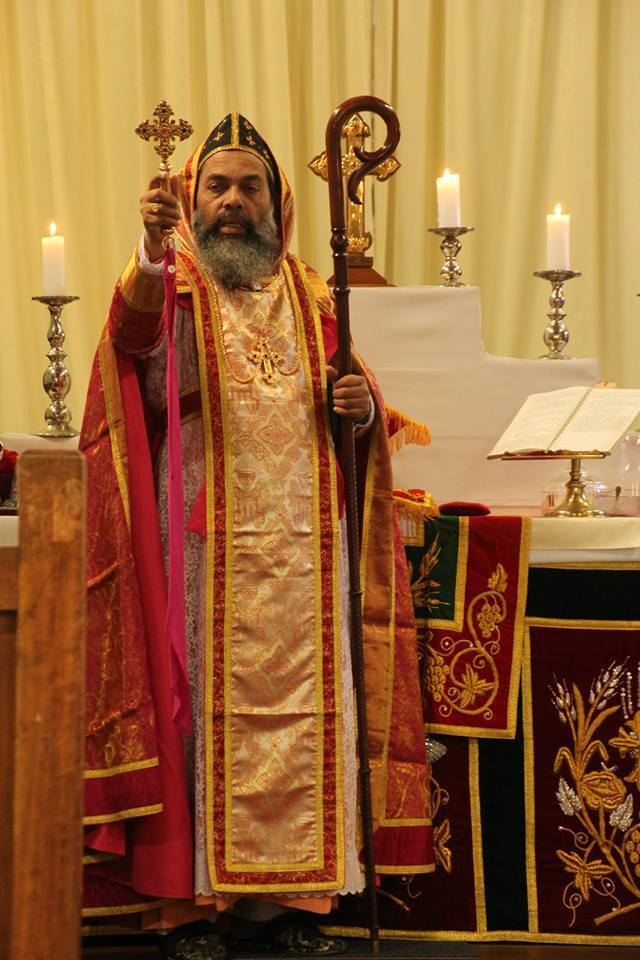
Obispo de la Iglesia Siria Mar Thoma con vestiduras litúrgicas

La iglesia siria Mar Thoma se originó en un movimiento de reforma dentro de la Iglesia malankara (ver Cristianos de Santo Tomás), en la segunda mitad del siglo XIX. La India era parte entonces del Imperio Británico y la Iglesia malankara con sus tradiciones ortodoxas orientales, estaba en comunión con el Patriarcado ortodoxo siríaco de Antioquía. Misioneros anglicanos ingleses llegaron durante este tiempo al sur de la India, en misiones de ayuda para la Iglesia malankara. Tales misioneros fueron nombrados profesores en el seminario de la Iglesia y tradujeron la Biblia al malayalam. Inspirados por las enseñanzas de estos misioneros y absorbiendo de ellos las ideas de la Reforma protestante, algunos sacerdotes liderados por Abraham Malpan iniciaron un movimiento de reforma basado en la Biblia. Abraham Malpan también logró que su sobrino, el diácono Mathew, fuera ordenado obispo con el nombre de Mathews Mar Athanasius, por parte del patriarca de Antioquía. No obstante, muchos se opusieron a las reformas, y facciones a favor y en contra de las reformas se vieron envueltas en litigios judiciales respecto a la Iglesia y sus propiedades. El conflicto tuvo fin en 1889, mediante un veredicto a favor de la facción Patriarcal. Tras ello, la facción reformada se convirtió en una iglesia independiente. Hasta la fecha, la iglesia tiene 11 obispos, 1149 sacerdotes y más de un millón de laicos. Si bien conserva muchas de las prácticas de la iglesia alta siríaca, la Iglesia Mar Thoma es reformada en teología y doctrinas. Emplea una variante reformada de la Liturgia de Santiago, que incluye muchas partes en la lengua vernácula local. La iglesia Mar Thoma se encuentra en plena comunión con la Comunión anglicana y mantiene vínculos amistosos con muchas otras iglesias.

## Iglesia evangélica de Santo Tomás de la India
La Iglesia evangélica de Santo Tomás de la India (STECI, por sus siglas en inglés) es una denominación evangélica episcopaliana con sede en Kerala, India. Se originó de un cisma en la Iglesia siria malankara Mar Thoma en 1961. La STECI sostiene que la Biblia es la Palabra de Dios inspirada, inerrante e infalible. Los fieles creen que lo único que es necesario para la salvación y vivir en justicia se encuentra en la Biblia. La iglesia está comprometida en el evangelismo activo. La sede principal de esta iglesia se encuentra en Thiruvalla, en el estado de Kerala, en el sur de la India.

## Iglesia oriental de los creyentes
La Iglesia oriental de los creyentes (Believers Eastern Church, anteriormente Believers Church) es una denominación cristiana con raíces en el pentecostalismo, con sede en Kerala, India. Existe como parte del movimiento misionero Evangelio para Asia. En 2003, esta iglesia adquirió el episcopado, logrando que obispos anglicanos indios ordenaran obispo a su fundador, K. P. Yohannan. A partir de entonces, esta confesión adoptó varios elementos del culto cristiano oriental, así como prácticas tales como el uso de óleos sagrados ungidos, pero manteniendo el principio de sola scriptura. El nombre de la iglesia cambió oficialmente al de Believers Eastern Church (Iglesia oriental de los creyentes) en 2017, para «expresar mejor sus raíces en la fe antigua y ortodoxa».

## Anglicanismo de rito oriental
La Sociedad para el anglicanismo de rito oriental (SERA, por sus siglas en inglés) es una organización que trabaja para promover y sostener un movimiento a favor del uso de un rito oriental o bizantino establecido en la Comunión anglicana. Fundada en 2013, formuló una liturgia divina anglo-ortodoxa, basada en la Divina Liturgia de San Juan Crisóstomo, que es usada por la sociedad.

## Iglesia evangélica asiria
La Iglesia evangélica asiria es una Iglesia del Medio Oriente que logró su independencia eclesiástica de la misión presbiteriana en Irán, en 1870. Sus miembros se componen mayoritariamente de asirios étnicos de habla aramea oriental que eran parte originalmente de la Iglesia asiria del Oriente y sus ramificaciones o de la Iglesia ortodoxa siríaca. Al igual que otros cristianos asirios, sus fieles han sido a veces objeto de persecución por parte de gobiernos y vecinos hostiles.

## Iglesia pentecostal siríaca
La Iglesia pentecostal asiria es una confesión cristiana pentecostal que se originó en la década de 1940 entre los asirios de Irán y que se extendió entre asirios étnicos en Irak, Turquía y Siria. Son hablantes nativos del idioma neoarameo asirio y lo usan también como lengua litúrgica. Usan asimismo la Biblia aramea siríaca. La mayoría de sus miembros eran originalmente parte de la Iglesia asiria del Oriente y sus ramificaciones o de la Iglesia ortodoxa siríaca. Esta confesión está afiliada al movimiento de las Asambleas de Dios. También se han reportado casos de persecución contra ellos.

## P'ent'ay - Iglesias evangélicas de Etiopía y Eritrea
P'ent'ay es un término en amhárico y tigriña para referirse a los cristianos evangélicos en Etiopía y Eritrea. Este movimiento ha sido influenciado por la corriente mayoritaria del cristianismo ortodoxo en estos países, así como por el pentecostalismo. En tanto el protestantismo es relativamente nuevo en Etiopía, la mayoría de los P'ent'ay son cristianos exortodoxos. Muchos de estos grupos describen sus prácticas religiosas como culturalmente ortodoxas, pero protestantes en doctrina. Cuentan con aproximadamente 16'500.000 de miembros. Las confesiones P'ent'ay pueden constituir cerca del 19% de la población de Etiopía, a la vez que una pequeña minoría en Eritrea.

## Hibridación del evangelicalismo occidental con tradiciones bizantinas orientales
La Iglesia evangélica ortodoxa es una confesión cristiana que combina protestantismo evangélico con aspectos de la iglesia ortodoxa. Empezó en 1973 como una red de iglesias caseras establecida por misioneros del movimiento Campus Crusade for Christ en los Estados Unidos. Los fundadores Peter E. Gillquist, Jack Sparks, Jon Braun y J. R. Ballew pretendían restaurar el cristianismo a su forma primitiva basándose en los escritos de los Padres de la Iglesia. Estos hombres se pararon en un círculo y se ordenaron unos a los otros, creando una entidad llamada Orden Apostólica del Nuevo Pacto (NCAO, por sus siglas en inglés). Sus interpretaciones personales de la historia de la Iglesia llevaron a que adoptaran una forma de culto algo litúrgica e indujeron la necesidad de sucesión apostólica. En 1977 se inició el primer contacto con la Iglesia ortodoxa a través del seminarista ortodoxo Fr. Juan Bartke. En 1979 se fundó la Iglesia evangélica ortodoxa (IEO). La IEO buscó infructuosamente obtener el episcopado a través de varias vías, entre ellas una visita al Patriarca de Constantinopla. Finalmente se reunieron con el patriarca Ignacio IV de Antioquía, durante la histórica visita de éste a Los Ángeles, quien accedió. Esta reunión fue organizada por Fr. John Bartke, quien más tarde se desempeñó como intermediario principal entre la IOE y la Arquidiócesis ortodoxa de Antioquía, y quien también fue el anfitrión del conjunto inicial de crismaciones y ordenaciones para la IOE en la Iglesia de San Miguel en Van Nuys, California. Incapaces de reconciliar completamente el evangelicalismo y la ortodoxia, muchos miembros de la IOE se unieron formalmente a la Arquidiócesis cristiana ortodoxa de Antioquía de América del Norte en 1987. Algunos otros se unieron a la Iglesia ortodoxa en América. Los restantes se mantuvieron independientes y continúan como la Iglesia evangélica ortodoxa.

## Laestadianismo (luteranismo apostólico)
En el extremo norte de la península escandinava se encuentra el pueblo sami, algunos de los cuales practican una forma de luteranismo llamado luteranismo apostólico o laestadianismo gracias a los esfuerzos de Lars Levi Laestadius. No obstante, otros son de religión ortodoxa. Algunos luteranos apostólicos consideran que su movimiento es parte de una línea ininterrumpida desde los Apóstoles. En Rusia, laestadianos de origen luterano cooperan con la iglesia ingria, pero en tanto el laestadianismo es un movimiento interconfesional, algunos son ortodoxos. Los laestadianos ortodoxos son llamados Ushkovayzet.

## Iglesia evangélica armenia
La Iglesia evangélica armenia es resultado de una campaña de reforma al interior de la Iglesia apostólica armenia. Los reformistas fueron influenciados por misioneros de la Junta estadounidense de comisionados para misiones extranjeras, que llegaron a Turquía a comienzos del siglo XIX y que publicaron biblias traducidas para los armenios de habla turca.
Los reformistas eran liderados por Krikor Peshdimaljian, uno de los principales intelectuales de la época. Peshdimaljian era director de una escuela de formación para el clero apostólico armenio. La escuela estaba bajo los auspicios del Patriarcado armenio de Constantinopla. De esta escuela surgió una sociedad llamada Unión Pietística, cuyos miembros se enfocaron más directamente en la Biblia y organizaron reuniones de estudio bíblico. Comenzaron a plantearse preguntas sobre los conflictos entre las verdades bíblicas y las prácticas tradicionales de la Iglesia apostólica armenia. La Unión también abogó por el pietismo, del cual creían que su iglesia carecía.
El liderazgo de la Iglesia apostólica armenia bajo el patriarca Matteos Chouhajian se opuso a cualquier reforma y excomulgó a los reformistas de la iglesia. Tal separación llevó a la fundación de la Iglesia evangélica armenia, el 1 de julio de 1846, en Constantinopla. Hacia 1850, la nueva iglesia recibió el reconocimiento oficial del gobierno otomano. Posteriormente, sin embargo, los armenios fueron expulsados de la Turquía otomana a raíz del genocidio armenio. Las congregaciones evangélicas armenias en Medio Oriente están actualmente organizadas bajo la Unión de iglesias evangélicas armenias en el Cercano Oriente.

## Iglesia evangélica de Rumania
La Iglesia evangélica de Rumania (en rumano: Biserica Evanghelică Română) es una de las dieciocho confesiones religiosas reconocidas oficialmente de Rumania. La iglesia se fundó entre 1920 y 1924, gracias al trabajo de los jóvenes teólogos ortodoxos rumanos Dumitru Cornilescu y Tudor Popescu.
El diácono Cornilescu se vio motivado a traducir la Biblia al rumano moderno por consejo de la princesa Calimachi de Moldavia. Mientras traducía la Epístola a los romanos, Cornilescu se interesó en el concepto de salvación personal. Para cuando completó la traducción, se había ya vuelto incondicionalmente evangélico. Tras ello, Cornilescu se desempeñó como diácono bajo el p. Tudor Popescu, en la Iglesia Cuibul cu barză en Bucarest. Tras algún tiempo, Popescu se convirtió a su vez al evangelicalismo, gracias a la influencia de Cornilescu. Ambos empezaron a predicar la salvación por la fe personal en Cristo. Gradualmente, se hicieron con muchos seguidores, entre ellos varios sacerdotes de la Iglesia ortodoxa rumana. Pronto empezaron a hacerse evidente en este grupo otros rasgos evangélicos, como el canto y la participación congregacional. Cuestionaban muchas prácticas ortodoxas, que consideraban como no bíblicas. Tudor Popescu ha sido llamado el Martín Lutero rumano, gracias a sus intentos de reformar la Iglesia ortodoxa rumana.
Debido a las desviaciones de doctrinas ortodoxas, la Iglesia ortodoxa rumana excomulgó al p. Tudor Popescu y Dumitru Cornilescu se vio obligado a abandonar el país. Con todo, Popescu y sus seguidores (originalmente llamados Tudoristas), formaron su propia Iglesia, la Iglesia evangélica de Rumania.